# سلطنة عمان في الألعاب البارالمبية الصيفية 2024
تشارك عُمان في دورة الألعاب البارالمبية الصيفية 2024(في نسختها 17) المفامة في باريس ، فرنسا، في الفترة من 28 أغسطس إلى 8 سبتمبر 2024. وتعد هذه المشاركة هي العاشرة للبلاد في دورة الألعاب البارالمبية الصيفية بعد ظهورها لأول مرة في دورة الألعاب البارالمبية الصيفية عام 1988 . وتشارك سلطنة عمان في هذه الدورة بلاعبين أثنين فقط هما: محمد المشايخي الذي يشارك في منافسات دفع الجلة، وسارة العنبورية التي تشارك في نفس اللعبة.
وشاركت سلطنة عمان في الألعاب البارالمبية الصيفية للمرة الأولي في دورة سول بكوريا الجنوبية عام 1988م، ومثلها في ذلك الوقت 9 رياضيين ولم يحصل أي منهم على أية ميدالية. وسلطنة عمان شاركت في جميع نسخ الألعاب البارالمبية الصيفية ، ولم تشارك إطلاقًا في الألعاب الشتوية، ورصيدها من مشاركاتها الصيفية ميدالية برونزية وحيدة في ألعاب طوكيو 2020م، والي حصل عليها اللاعب محمد المشايخي في رمي الجلة.

## المتنافسون
وفيما يلي قائمة بعدد المتنافسين في الألعاب.
| رياضة       | الرجال | نحيف | المجموع |
| ----------- | ------ | ---- | ------- |
| ألعاب القوى | 1      | 1    | 2       |
| المجموع     | 1      | 1    | 2       |

## ألعاب القوى
| رياضي         | حدث                   |       |      |       |      |
| رياضي         | حدث                   | نتيجة | رتبة | نتيجة | رتبة |
| ------------- | --------------------- | ----- | ---- | ----- | ---- |
| سارة العنبوري | دفع الجلة للسيدات F40 |       |      |       |      |
| محمد المشايخي | دفع الجلة رجال F32    |       |      |       |      |

ولم تتمكن سلطنة عمان خلال هذه الدورة من الحصول على أية ميداليات.

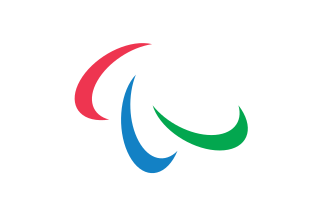